# Bonifácio Francisco Pinheiro da Câmara
Bonifácio Francisco Pinheiro da Câmara (14 de maio de 1813 — 1884) foi um político brasileiro.
Foi 2º vice-presidente da província do Rio Grande do Norte, tendo assumido a presidência interinamente de 19 de janeiro a 17 de junho de 1873.